# Николенко, Михаил Герасимович
Михаил Герасимович Николенко (17 (29) марта 1830 —30 апреля (12 мая) 1886) — русский  педагог, действительный статский советник.
С 17 апреля 1862 года преподавал русский язык в 6-й Санкт-Петербургской гимназии (до своей смерти). Одновременно, с 8 сентября 1862 года преподавал и в 7-й Санкт-Петербургской гимназии — продолжая быть здесь учителем русского языка и после преобразования её в Санкт-Петербургское первое реальное училище, до 1 августа 1877 года.
Был также инспектором Мариинской женской гимназии.
Автор учебных пособий и сочинений:
- «Пособия для практических занятий при первоначальном обучении русскому языку в гимназиях» (1867, с последующими переизданиями);
- «О практических занятиях по русскому языку и некоторых приемах в преподавании» (СПб., 1863);
- «Кто виноват и кто должен отвечать за нравственность пансионеров и приходящих учеников гимназии».